# 工藤由愛
工藤由愛（2004年09月28日—），北海道出身，隸屬演藝經紀公司UP-FRONT AGENCY
，原Hello! Pro研修生北海道第一期，後加入女子偶像團體「Juice=Juice」(第四期)。血型A型，個人代表色為淡粉紅。

## 個人簡歷

### 2016年
- 7月16日，與太田遙香、佐藤光、石栗奏美、河野みのり、北川亮、山﨑愛生一同加入Hello! Pro研修生北海道。

### 2019年
- 5月於「Hello! Project 研修生発表会2019 〜春の公開実力診断テスト〜」上表演Berryz工房的「ROCKエロティック」獲得舞蹈賞。
- 6月14日，與松永里愛一同被選為Juice=Juice新成員加入。

## 人物
- 暱稱是「ゆめちゃん」或「タコちゃん」。
- 非常喜歡章魚，收集了許多與章魚有關的物品。

## 作品

### 寫真集
|  | 名稱 | 發行日期 | 出版社 | 備註 |
|  | ---- | -------- | ------ | ---- |

## 外部連結
- Juice=Juice｜ハロー！プロジェクト オフィシャルサイト （页面存档备份，存于）
  - 工藤由愛｜ハロー！プロジェクト オフィシャルサイト （页面存档备份，存于）